# Real Aranjuez Club de Fútbol
El Real Aranjuez Club de Fútbol es un club de fútbol de la localidad española de Aranjuez, en la Comunidad de Madrid. Actualmente juega en la Preferente de Madrid.

## Historia
Fundado en 1948. Uno de los hechos más destacados de su historia fue en 1992 disputar una eliminatoria de 3ª ronda de la Copa del Rey contra el C. D. Tenerife entrenado en esa época por Jorge Valdano. El resultado en el feudo ribereño fue 0-2, salió ganando el equipo tinerfeño, mientras que en la vuelta fue empate a uno, quedando eliminado el Aranjuez.
El club ha pasado la mayor parte de su historia en Segunda División B y Tercera División, en los últimos años y debido principalmente a problemas económicos ha sufrido el descenso a Preferente y Primera Aficionados.
En la temporada 2008-09 finalizó como campeón de grupo de Primera Aficionados por lo que ascendió a Preferente. En la temporada 2011-2012 consigue el esperado ascenso a la Tercera División después de ganar 3-0 al Santa Eugenia en el Estadio Municipal de El Deleite con goles de Bejarano, César Agüero y Pablo Ortega. Este retorno supone la vuelta del equipo ribereño a la Tercera División después de seis años.
Ha participado cinco veces en la Copa del Rey, haciendo en la temporada 92/93 su mejor actuación logrando 4 victorias y siendo eliminado en tercera ronda, dejando atrás al Rayo Majadahonda.
Muchos jugadores importantes a nivel nacional empezaron su carrera futbolística en el Real Aranjuez, como el exportero del Oviedo, Español, Valencia o Levante Juan Luis Mora, el delantero Riki (Getafe, Deportivo de La Coruña y Granada), el defensa Pepín Rayo Vallecano y Osasuna), el medio Sánchez-Martín Alavés, el defensa Navarro Córdoba Club de Fútbol o el delantero Portillo Real Madrid entre otros.
En la temporada 2011-2012 el club conseguía un triplete histórico. Conseguía el ansiado ascenso a Tercera División, junto con el campeonato liguero y el campeonato de Preferente tras vencer al C. U. Collado Villaba en los penaltis tras el empate a 2-2 en el tiempo reglamentario.

## Temporadas
| Temporada | División | Posición | Copa del Rey |
| --------- | -------- | -------- | ------------ |
| 1953/54   | 3.ª      | 9.º      |              |
| 1954/55   | 3.ª      | 3.º      |              |
| 1955/56   | 3.ª      | 2.º      |              |
| 1956/57   | 3.ª      | 6.º      |              |
| 1957/58   | 3.ª      | 8.º      |              |
| 1958/59   | 3.ª      | 12.º     |              |
| 1959/60   | 3.ª      | 6.º      |              |
| 1960/61   | 3.ª      | 9.º      |              |
| 1961/62   | 3.ª      | 7.º      |              |
| 1962/63   | 3.ª      | 15.º     |              |
| 1963/64   | 3.ª      | 16.º     |              |

| Temporada | División   | Posición | Copa del Rey |
| --------- | ---------- | -------- | ------------ |
| 1965/66   | 3.ª        | 11.º     |              |
| 1966/67   | 3.ª        | 10.º     |              |
| 1967/68   | 3.ª        | 12.º     |              |
| 1980/81   | 3.ª        | 1.º      |              |
| 1981/82   | 3.ª        | 12.º     | 1.ª ronda    |
| 1982/83   | 3.ª        | 1.º      |              |
| 1983/84   | 3.ª        | 10.º     | 1.ª ronda    |
| 1984/85   | 3.ª        | 8.º      |              |
| 1985/86   | 3.ª        | 15.º     |              |
| 1986/87   | Preferente | 2.º      |              |
| 1987/88   | 3.ª        | 14.º     |              |

| Temporada | División | Posición | Copa del Rey |
| --------- | -------- | -------- | ------------ |
| 1988/89   | 3.ª      | 17.º     |              |
| 1989/90   | 3.ª      | 8.º      |              |
| 1990/91   | 3.ª      | 9.º      |              |
| 1991/92   | 3.ª      | 2.º      |              |
| 1992/93   | 2.ªB     | 19.º     | 3.ª ronda    |
| 1993/94   | 3.ª      | 1.º      | 1.ª ronda    |
| 1994/95   | 2.ªB     | 14.º     | 1.ª ronda    |
| 1995/96   | 2.ªB     | 8.º      |              |
| 1996/97   | 2.ªB     | 17.º     |              |
| 1997/98   | 3.ª      | 1.º      |              |
| 1998/99   | 3.ª      | 7.º      |              |

| Temporada | División    | Posición | Copa del Rey |
| --------- | ----------- | -------- | ------------ |
| 1999/00   | 3.ª         | 11.º     |              |
| 2000/01   | 3.ª         | 10.º     |              |
| 2001/02   | 3.ª         | 21.º     |              |
| 2002/03   | Preferente  | 4.º      |              |
| 2003/04   | 3.ª         | 15.º     |              |
| 2004/05   | 3.ª         | 16.º     |              |
| 2005/06   | 3.ª         | 20.º     |              |
| 2006/07   | Preferente  | 16.º     |              |
| 2007/08   | 1.ª Aficio. | 3.º      |              |
| 2008/09   | 1.ª Aficio. | 1.º      |              |
| 2009/10   | Preferente  | 7.º      |              |

| Temporada | División   | Posición | Copa del Rey |
| --------- | ---------- | -------- | ------------ |
| 2010/11   | Preferente | 5.º      |              |
| 2011/12   | Preferente | 1.º      |              |
| 2012/13   | 3.ª        | 10.º     |              |
| 2013/14   | 3.ª        | 19.º     |              |
| 2014/15   | Preferente | 12.º     |              |
| 2015/16   | Preferente | 10.º     |              |
| 2016/17   | Preferente | 7.º      |              |
| 2017/18   | Preferente | 7.º      |              |
| 2018/19   | Preferente | 12.º     |              |
| 2019/20   | Preferente | 2.º      |              |
| 2020/21   | 3.ª        | 9.º      |              |

| Temporada | División   | Posición | Copa del Rey |
| --------- | ---------- | -------- | ------------ |
| 2021/22   | Preferente | 2.º      |              |
| 2022/23   | 3.ª Fed    | 16.º     |              |
| 2023/24   | Preferente | 7.º      |              |

- 4 temporadas en Segunda División B
- 37 temporadas en Tercera División
- 13 temporadas en Preferente
- 2 temporadas en 1.ª Aficionados

## Uniforme
- Uniforme principal: Camiseta roja, pantalones y medias azules.
- Uniforme segundo: Camiseta azul, pantalones blancos y medias blancas.

## Estadio

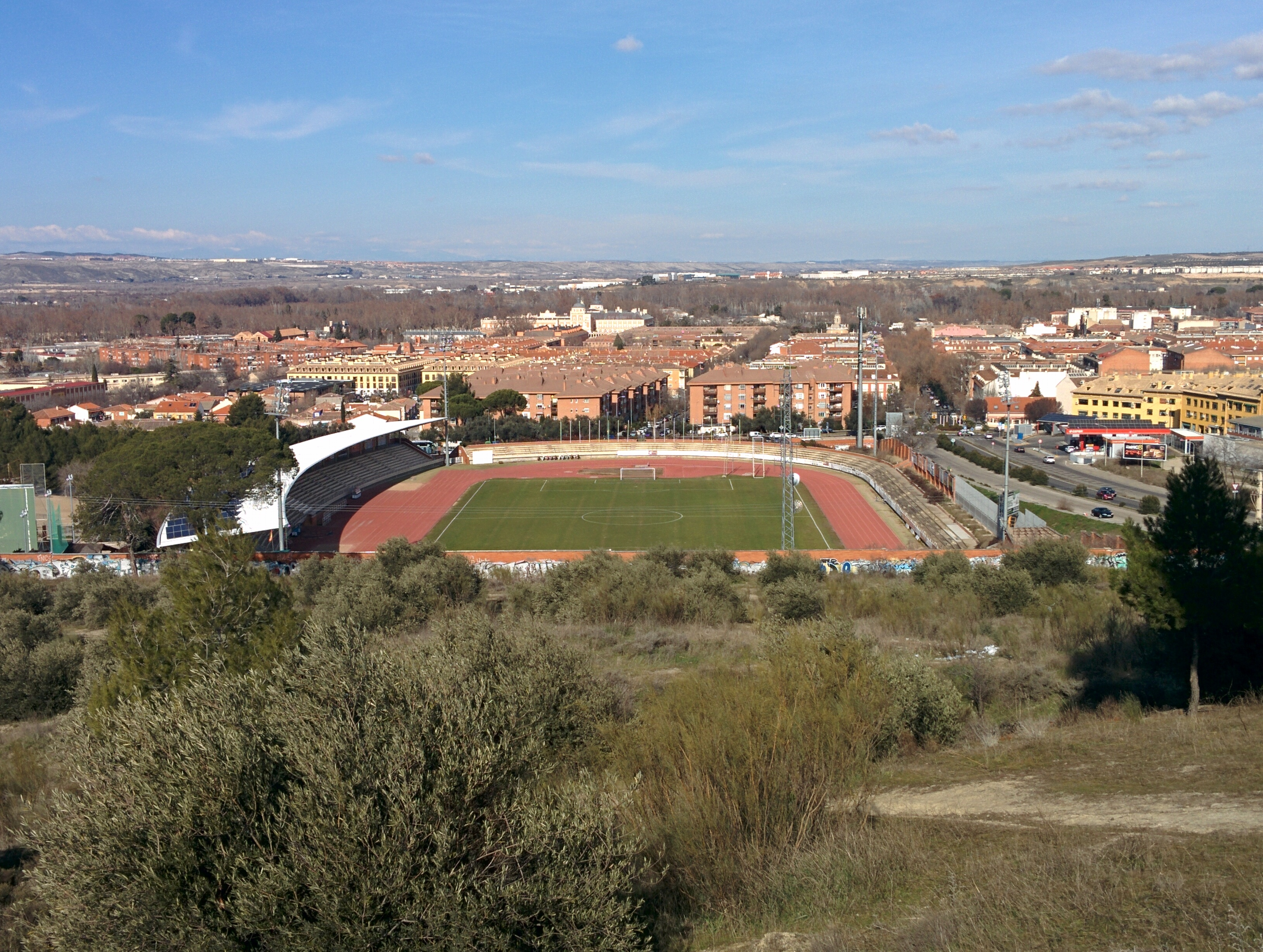
Estadio Municipal El Deleite

El estadio en el que disputa sus partidos como local desde 1995 es el Estadio El Deleite con capacidad para 8000 espectadores. Su anterior estadio fue derrumbado para construir un edificio de pisos.

## Palmarés

### Campeonatos nacionales
- Tercera División de España (4): 1980-81 (Gr. VII), 1982-83 (Gr. VII), 1993-94 (Gr. VII) y 1997-98 (Gr. VII).
- Subcampeón de Tercera División de España (2): 1955-56 (Gr. XVI) y 1991-92 (Gr. VII).

### Campeonatos regionales
- Regional Preferente de Madrid (1): 2011-12 (Gr. 2).[3]
- Primera Regional de Madrid (1): 2008-09 (Gr. 3).[4]
- 1.ª Regional Ordinaria Castellana (3): 1952-53 (Gr. 2),[5] 1964-65 (Gr. 1)[6] y 1977-78 (Gr. 2).[7]
- 2.ª Regional Ordinaria Castellana (2): 1948-49 (Gr. 1)[8] y 1976-77 (Gr. 4).[9]
- Copa RFEF (Fase Regional de Madrid) (1): 1995-96.[10]
- Copa de Campeones de Preferente de Madrid (1): 2011-12.[11][12]
- Subcampeón de la  Regional Preferente de Madrid (3): 1986-87 (Gr. 2),[13] 2019-20 (Gr. 2)[14] y 2021-22 (Gr. 2).[15]
- Subcampeón de la 1.ª Regional Preferente Castellana (1): 1979-80.[16]
- Subcampeón de la 1.ª Regional Ordinaria Castellana (1): 1951-52 (Gr. 1).[17]
- Subcampeón de la Copa RFEF (Fase Regional de Madrid) (1): 1997-98.[18]
- Subcampeón de la Copa Ramón Triana (3): 1952-53, 1953-54 y 1964-65.[19]

### Trofeos amistosos
- Trofeo Villa de Leganés (1): 1982.
- Trofeo Villa de La Roda (1): 1990.[20]
- Trofeo Ciudad de Tomelloso (1): 2005.
- Trofeo Fiestas del Motín (7): 2009, 2010, 2012, 2015, 2018, 2019 y 2022.
- Trofeo de las Fiestas de Humanes de Madrid (1): 2013.[21]